# Anton Martineau
Antoon Peter Johan Martineau (Amsterdam, 19 november 1926 – aldaar, 11 maart 2017) was een Nederlands beeldend kunstenaar en dichter. Hij werkte als kunstschilder, tekenaar, graficus en beeldhouwer in de stijl van het figuratieve expressionisme.

## Jeugd
Anton Martineau groeide op in de omgeving van de Wallen in Amsterdam en leerde in zijn jeugd van zijn vader, die huisschilder was, simpele decoraties te vervaardigen zoals plant- en diervormen voor versiering en reclame. Als kunstschilder is hij naar eigen zeggen autodidact. Wel bezocht hij de Koninklijke Academie van Beeldende Kunsten in Den Haag waar hij op de afdeling reclame en fotografie studeerde bij onder anderen Paul Schuitema en, volgens de gegevens van het RKD, in 1946 de Rijksakademie van beeldende kunsten in Amsterdam. Zijn vader had niet veel op met de kunst en kunstenaars maar zijn moeder stimuleerde hem in zijn ambities. Tot de schilders die hem aan het begin van zijn loopbaan fascineerden behoren Bram van Velde, Rembrandt, Breitner en Goya. Daarnaast bewonderde hij ook de spontane brieftekeningen van Van Gogh.

## Parijs en Amsterdam
Martineau reisde kort na de Tweede Wereldoorlog en in de jaren 1950 meerdere keren naar Frankrijk en verbleef daar in Parijs waar hij contact had met de generatie van de Vijftigers. In de zomer van 1948 verbleef hij met Lucebert in Les Pavillons-sous-Bois nabij Parijs, waar zij samen een trappenhuis van een school beschilderden. Voor Lucebert vond op dat moment een doorbraak plaats tot een veel vrijere vorm van dichtkunst. De vrienden reisden samen enkele maanden door Frankrijk, sliepen als clochards onder abri's en tekenden bidprentjes van Sint-Antonius en Cecilia om die aan katholieke gelovigen te verkopen.
Zijn eerste tentoonstelling vond plaats in 1948 in de vergaderzaal van de Vereniging voor Drankbestrijding in het Paleis voor Volksvlijt te Amsterdam. Aan deze tentoonstelling leverde ook Lucebert een bijdrage. In Den Haag werkte Martineau tussen 1950 en 1955 als ontwerper en schilder voor reclamebureau Enhabé. Later woonde en werkte hij in Amsterdam, waar hij huisde in een ruim atelier met een oppervlakte van honderdtien vierkante meter en een hoogte van vijf meter in Loods 6 van de voormalige KNSM op het KNSM-eiland. Hij woonde en werkte meer dan veertig jaar in het Oostelijk Havengebied.

## Schilderstijl
Zijn oeuvre bestaat uit schilderijen, tekeningen en grafiek in een sterk expressionistische figuratieve stijl. In zijn werk speelt de spontane tekenkunst een belangrijke rol. Onderwerpen zijn, op de eerste plaats: de mens, dansende paren, tango, erotiek, dramatiek van de liefde en de dood, vreugde en angst, absurde portretten en stillevens. Vrouwen en het vrouwelijke domineren het mannelijke in zijn emotioneel geladen werk. Tegen de beklemming van de opvoeding in schildert hij het verrukkelijke, het losbandige, het bevrijdende. Zijn lyrische stijl werd soms gerekend tot de internationale nieuwe figuratie maar vertoont ook verwantschap met het expressionisme van Cobra en Lucebert. Hij was dan ook bevriend met Karel Appel, Corneille en de dichter Gerrit Kouwenaar en met Jan Sierhuis, die hem ooit aanraadde minder seksueel expliciet werk te maken om zo meer te kunnen verkopen. Martineau wees deze suggestie van de hand omdat hij vooral zijn eigen gevoel wil volgen waarin bijvoorbeeld een eenzame naakte mens op bed iets heel ontroerends heeft. Vanwege zijn wens een geheel eigen weg te volgen zocht hij geen nauwe aansluiting bij Cobra. Wel weer viel de ontwikkeling van zijn werk in het midden van de jaren 1960 samen met de tijdgeest van de Provo-beweging en de seksuele revolutie. De lust die Martineau beleeft aan het schilderen en omgaan met de materie olieverf moge blijken uit zijn vergelijking van de zinnelijke beleving van het uitknijpen van een tube verf met een orgasme, ... terwijl het eigenlijke werk dan nog moet beginnen.
Citaat: Schilder ik vlees, dan schilder ik ook kwetsbaarheid; maar ik schilder ook de littekens mee. De littekens van de vergankelijkheid. Het hele spektakel van de liefde. Ik schilder ook de pijn. In een schilderij heb ik de hele cyclus te pakken van geboren worden, leven en sterven. Het gaat om het aanvaarden van de levenscyclus; maar dat kan niet zonder humor, en die druk ik uit in kleur.

## Monumentaal werk

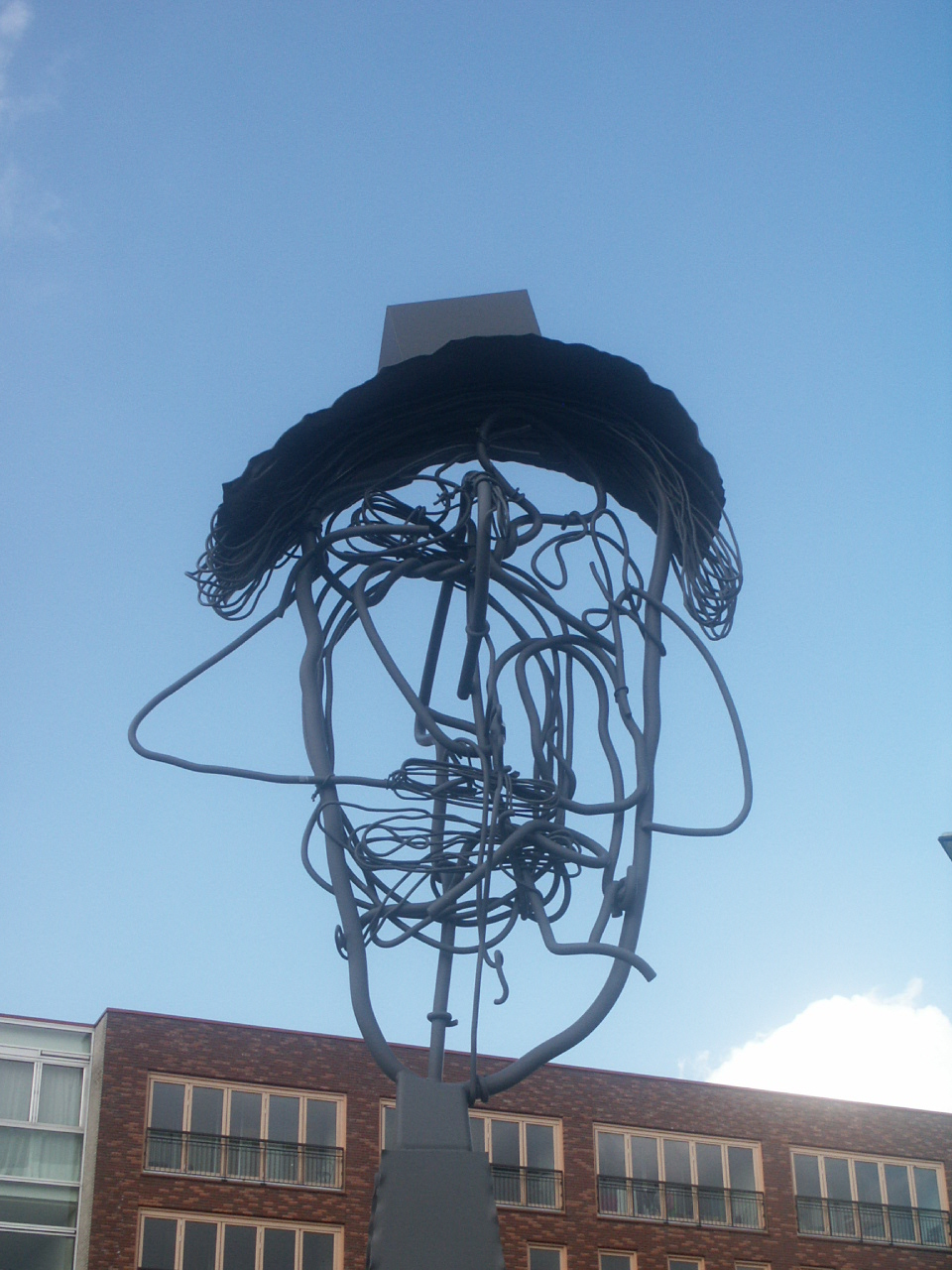
Kop met vier Neuzen (2008), Bijlmerdreef Amsterdam-Zuidoost

Martineau ontwierp twee keer monumentale beelden voor de openbare ruimte in de Bijlmermeer. In 1975 kwam er de Bijlmerman (officieel Man met bonbondoos) bij metrostation Ganzenhoef. Bij een stadsvernieuwing raakte het zoek. De kunstenaar kreeg het verzoek/een opdracht voor een nieuw werk: Kop met vier neuzen. In 2006 ontwierp Martineau een bronzen urnmonument ter nagedachtenis aan de historicus Richter Roegholt op begraafplaats De Nieuwe Ooster. In 1986 beschilderde hij de 'Plantagetram' in opdracht van het Gemeente Vervoer Bedrijf Amsterdam.

## Lithografie
De belangrijkste grafische techniek in zijn oeuvre is de lithografie. In zijn kenmerkende vlotte en grillige tekenstijl ontstaan vele kleurrijke prenten waarin de thematiek man-vrouw een hoofdrol speelt. Af en toe worden teksten in het beeld opgenomen. De steendrukken worden vervaardigd in meerdere drukgangen en tonen een natuurgetrouwe weergave van zijn spontane handschrift zoals dit ook in zijn collages en gemengde technieken op papier te zien is. In een van zijn series nam hij portretten van de Spaanse kunstschilder Diego Velázquez als aanleiding voor een aantal 'portretten' van l'Infante. Ook 'tango' en 'de schilder en zijn model' zijn terugkerende onderwerpen. Zijn grafiek is te zien bij artotheken en kunsthandels verspreid over heel Nederland en op internet.

## Dichter
Als dichter zocht Martineau naar een sterke zeggingskracht door zijn materiaal te 'kneden', te herordenen en herschrijven, tot de meest expressieve vorm gevonden is, zonder daarbij te willen vervallen in effectbejag door een opzettelijk vuurwerk van krachttermen; ook rustige momenten en leegte hebben naar zijn zeggen hun waarde. Hoewel hij al veel langer schreef debuteerde hij als dichter pas in 1992, met de bundel Martineau, poëzie van een dubbeltalent, onder redactie van Frank Schuitemaker.

## Docentschappen
Martineau was docent voor schilderkunst aan de Willem de Kooning Academie in Rotterdam (1978‐1988). Ook was hij docent aan de Vrije Academie in Den Haag (1969) en gastdocent aan de Gerrit Rietveld Academie te Amsterdam.

## Prijzen
Anton Martineau werd geëerd met de volgende prijzen:
- 1996: Van Ommeren-de Voogtprijs
- 1990: Persprijs
- 1988: Groenmarktprijs
- 1986: Artotheekprijs
- 1984: Jacob Hartogprijs

## Tentoonstellingen
Een overzicht van zijn belangrijkste tentoonstellingen:
- 2019: Galerie ZO MOOIJ, Amsterdam: "Lyrische figuratie"
- 2017: Galerie Fleur & Wouter, Amsterdam: "Elan" Samen met Eleonora Stol
- In 2012 had Martineau een bijzondere tentoonstelling in de Oude kerk in Amsterdam onder de titel: O la la Martineau, vrouwen gezien door de penseelharen van Martineau, 60 jaar schilderlust. De tentoonstelling werd feestelijk geopend door Hedy d'Ancona, voormalig minister voor Welzijn, Volksgezondheid en Cultuur. Onder de aanwezigen waren onder anderen zijn collega's Aat Veldhoen en Jan Sierhuis en Martineau's partner; de kunstenares Eleonora Stol[13]
- 2012: Pulchri Studio, Den Haag: Nature Morte
- 2004: Galerie de Compagnie, Dordrecht
- 2000: Cobra museum, Amstelveen: overzichtstentoonstelling
- 1994: Pulchri Studio, Den Haad en Galerie Willy Schoots, Eindhoven
- 1991: Avanti Galleries, New York, Verenigde Staten
- 1990: Galleria Timao, Barcelona, Spanje: BIAF 1990
- 1992: Kunsthuis 13, Velp (ook in 1985)
- 1989: Van Gogh Museum, Amsterdam en Expositieruimte in De Bagagehal, Amsterdam
- 1982: Haagse Kunstkring, Den Haag (ook in 1979)
- 1980: Aemstelle, Amstelveen
- 1976: Museum Fodor, Amsterdam: Anton Martineau in Fodor
- 1975: Volkshochsschule, Dortmund en Galerie Willy Schoots, Eindhoven (ook in 1992)
- 1971: Galerie Hüsstege & Jaski, Amsterdam en Stedelijk Museum Schiedam: Konfrontatie V
- 1970: Galerie 20, Amsterdam
- 1969: Rotterdamse Kunststichting in De Doelen, Rotterdam
- 1967: Galerie Tadler, Parijs, groep: Un Arte Autre met Antoni Tàpies en Antonio Saura
- 1966: Prinsenhof, Delft: Contour onzer Beeldende Kunst – Provocatie Schilderijen van Martineau
- 1965: Galerie Numero, Florence en Venetië in Italië
- 1962: De Posthoorn galerie, Den Haag: Peinture bizarre
- 1960: Galerie Orez, Den Haag: De informeler tentoonstelling
- 1959: Musée d'Art Moderne de la Ville de Paris: Biënnale des Jeunes Artistes
- 1948: Paleis voor Volksvlijt, Amsterdam: Zijn eerste expositie, samen met Lucebert

## Overige
- Als tijd niet bestaat; De magische wereld van Anton, kunstenaarsboek, fotografie: Anaïs López, Amsterdam, 2011[14]
- Tussen 1964 en 1971 leverde Martineau regelmatig bijdragen aan het vrijzinnige tijdschrift Gandalf dat onder redactie stond van Guus Dijkhuizen. Zijn bijdragen bestonden uit erotische tekeningen, foto-stripverhalen en fotografische documentaties van performances.
- In 1966 had hij een expositie met theatervoorstelling onder de titel: De meiden van Jean Genet en Anton Martineau in het Mickery Art House in Loenersloot.

## Documentaire film
- Barbara: Makkinga: Schilderen is mijn zuurstof – Corneille, Martineau, Sierhuis; Filmdocumentaire over de passie van drie oude kunstenaars. Productie: B. Bernet Crucq, L. Janssen, A. van der Pol, producent: R. Mendel, Interakt; coproductie: AVRO 2007. Citaat naar aanleiding van moeizaam verkopend werk: Ik blijf doorgaan, al moet ik met schoensmeer en tandpasta verder schilderen[15]